# Valeriu Bologa
Lucian Valeriu Bologa (n. 26 noiembrie 1892, Brașov – d. 30 octombrie 1971, Cluj) a fost un medic român, istoric al medicinii, fondator al școlii de istoria medicinii din Cluj. A cercetat istoria medicinii românești și universale, a scris lucrări despre istoria medicinii românești din secolele XIX-XX, despre medicina românească din Transilvania în secolele XVIII-XIX, medicina în Dacia și în perioada prefeudală.
A fost nepotul lui Iacob Bologa. A studiat științele naturale la Jena în anul 1914, apoi medicina la Jena, Innsbruck și Cluj. În perioada următoare primește mai multe grade didactice medicale, în 1921 asistent, în 1923 doctor, în 1927 docent. Între anii 1932-1962 este profesor titular la catedra de istoria medicinii din Cluj, între anii 1962-1971 profesor consultant.
Între 1949-1971 a fost președinte al Societății internaționale de istoria medicinii, iar în 1971 este laureat al Academiei Naționale de Medicină din Paris. Totodată este membru în mai multe societăți și academii din România și străinătate.
A fost secretar de redacție al publicației Cultura în 1924, a condus Biblioteca de istoria medicinii, și a întemeiat colecția muzeală de istorie a medicinii, farmaciei, între anii 1926-1946, ambele aflate în Cluj.

## Lucrări
- Contribuții la istoria medicinei în Ardeal (1927);
- Începuturile medicinii științifice românești (1930);
- Contribuții la studiul legăturilor medicale româno-ruse (1952);
- Contribuții la istoria medicinii din RPR (1955);
- Adalékok a RNK orvostudományának történetéhez (1955), în traducerea lui Ernő Fodor, Orvosi Könyvkiadó [Editura Medicală], Bukarest, 1955;
- Fapte și oameni din trecutul medicinii din patria noastră (1962);
- Istoria medicinii universale (1972);
- Istoria medicinii românești (1972);
- Rememorări sentimentale (Editura Didactică și Pedagogică, București, 1995).

## Premii și distincții
- 1931: premiul V. Adamachi al Academiei Române pentru lucrarea Începuturile medicinii științifice românești.
- 1957: premiul de stat al RPR pentru lucrarea Contribuții la istoria medicinii din RPR.

### Distincții
- 1962: titlul de Om de Știință Emerit al Republicii Populare Romîne „pentru activitate îndelungată, contribuție în dezvoltarea științei și merite deosebite în dezvoltarea învățământului superior”[7]
- 1970: Ordinul „Meritul Sanitar” clasa I „pentru merite deosebite în domeniul ocrotirii sănătății populației din țara noastră”[8]